# Kedge Business School
Kedge Business School és una escola de negocis europea amb seus a París, Bordeus, Marsella, Toló, Dakar, Suzhou i Shanghai. Fou fundada l'any 2013. Kedge se situa entre les escoles de negocis més ben valorades del món: el 2019 va ocupar la 31a posició a la llista de les millors escoles de negocis europees publicada pel Financial Times. Kedge imparteix també un programa de doctorat i diferents programes de màster d'administració especialitzats en màrqueting, finances, emprenedoria i altres disciplines. Els programes de l'escola compten amb una triple acreditació, a càrrec dels organismes AMBA, EQUIS i AACSB. Per l'escola hi han passat més de 70.000 estudiants que després han ocupat llocs de responsabilitat en el món dels negocis i la política, com ara Ayodelé Ikuesan (atleta francesa) i Daniel Carasso.